# フランクリン・ピール
ベンジャミン・フランクリン・ピール（英語: Benjamin Franklin Peale、1795年10月15日 - 1870年5月5日）は、アメリカ合衆国造幣局フィラデルフィアの第3代貨幣鋳造主任である。ピールは造幣局の鋳造技術に多くの革新をもたらしたが、個人的な利得のためにその地位を利用したという疑惑の中で、免職となった。
画家チャールズ・ウィルソン・ピールの息子であり、父がフィラデルフィアで運営した好奇心の博物館で生まれた。ピールの受けた教育は大半が非公式のものだったが、ペンシルベニア大学で幾らかの授業を受けた。機械作りでは名人になった。1820年、博物館で父の助手となり、父が1827年に死んだ後はその管理を行った。
1833年、ピールは造幣局に雇われ、鋳造技術を勉強し報告するために2年間ヨーロッパに派遣された。改良の計画を持って本国に戻り、国内では初の蒸気駆動貨幣プレス機を設計し、1936年に据え付けた。その年、フィラデルフィア造幣所の溶解精錬者に指名され、3年後にはアダム・エックフェルトの退任に伴い貨幣鋳造主任となった。エックフェルトは無給で働き続けた。エックフェルトの働きにより、ピールは造幣所の資産を使ってメダル製造事業を運営できた。この副業が結局ピールの破綻の原因になった。彫り師のジェイムズ・ロングエーカーや溶解精錬者のリチャード・シアーズ・マッカローとから、ピールは職権乱用で告発されることになり、1854年にフランクリン・ピアース大統領から解雇された。
ピールは退任後に多くの市民組織と関わり、指導を続けた。ピールは1870年に死んだ。貨幣学作家Q・デイビッド・ボウワーズが、ピールの経歴に関して著作家達は大変異なる結論を引き出すことが可能であることを示唆している。

## 生い立ちと初期の経歴
1795年10月15日、画家のチャールズ・ウィルソン・ピールと、その2番目の妻、元エリザベス・ド・ペイスターの子として生まれた。チャールズが3人の妻との間に儲けた16人の子供の1人だった。父のチャールズは芸術の追求をしながら、アメリカ哲学会の本拠であるフィラデルフィアの哲学ホールに作った好奇心の博物館を運営しており、ピールはこの博物館の家族の住居区で生まれた。生まれたときはイタリアの博物学者ウリッセ・アルドロヴァンディからアルドロバンドという名を与えられていた。
父は、聖書ではなく、マシュー・ピルキントンの『画家の辞書』の写しの白紙に家族の誕生を記しており、「アルドロバンド」と記した後に、「成人になったときにこの名前を好めば」と注釈していた。父はアメリカ哲学会の会員であり、1796年2月には息子をその集会に連れて行き、会員達にこの子供に別の名前を選んでくれるよう依頼した。その会員達が学会の創設者であるベンジャミン・フランクリンからベンジャミン・フランクリン・ピールをその子の名前にした。学会の伝承では、その子がフランクリンの寄贈した学会長席に置かれているときに名付けられたことになっている。

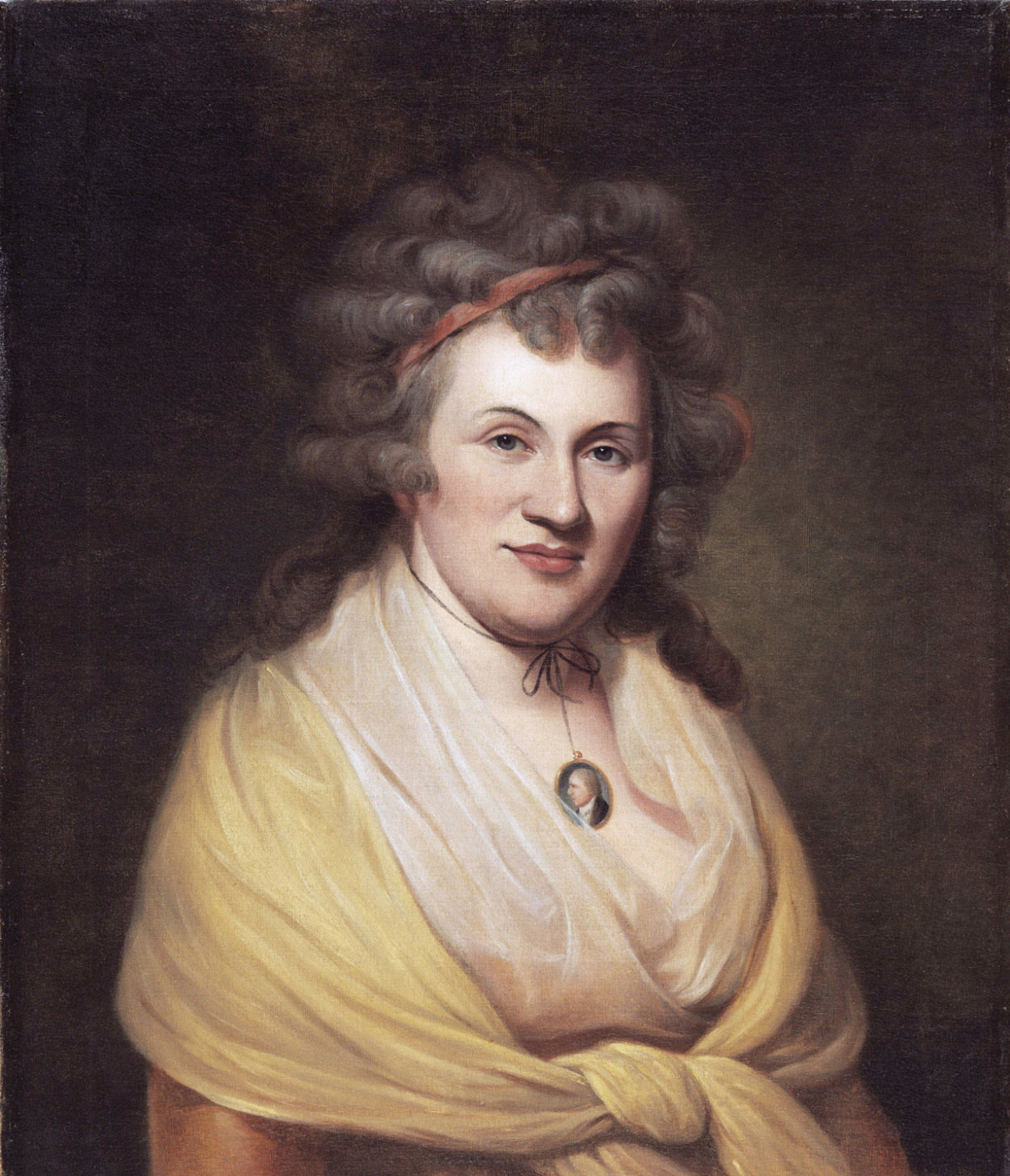
エリザベス・ド・ペイスター・ピール、 夫のチャールズ・ウィルソン・ピールが描いたものであり、チャールズの顔が胸のペンダントに描かれている

母エリザベスはフランクリンが8歳のときに死んだが、父は直ぐに再婚し、子供は継母に育てられた。フランクリンは学校での教育はほとんど受けていなかったが、近くのバックス郡にあった土地の学校やジャーマンタウン・アカデミー、さらにはペンシルベニア大学で幾らかの時を過ごした。ピールの受けた教育は大半が非公式のものだったが、これはピール家では当たり前のことであり、子供は興味を覚えたもの、あるいは得意であると思えたものを学ぶ手段を与えられた。フランクリンの場合、少年のときに玩具を作り、ジャーマンタウンに近い父の農園の測量を行った。兄弟のティティアンのような芸術的才能は無かったが、機械に関心があることが分かった。
フランクリンが17歳のとき、デラウェアのブランディワイン川沿いにあったウィリアム・ヤングの綿糸工場で働き始め、機械製造を習った。フランクリンは利発な生徒であり、旋盤工、鋳物師、製図技師としても熟練した者になった。機械の経歴を進む願望を父から受け入れられたが、父はそれをおろかな思いつきと見なしていた。それから1年もしないうちに、近くの機械工場を運営しているホッジソン兄弟の1人が、ピールは工具を高度に扱えると言うようになった。19歳のときにジャーマンタウンに戻り、綿糸工場への機械据え付けを設計、監督し、運転任務に付けられて、数年間工場運営を続けた。その後近くのフィラデルフィアに移転し、ジョン&コールマン・セラーズの会社で働き、カード突き刺しの機械を作っていた。
1815年4月24日、ピールはまだ未成年の19歳だったが、父の同意を得ずにエリザ・グレートレイクと結婚した。その直後、エリザには精神面で問題があることが分かった。エリザは結婚から1年のうちに娘のアンナを生み、その後はピールのもとを去って母とともに住んだが、その母はエリザを「狂人」としてペンシルベニア病院に入れた。ピール家はエリザがフランクリンと結婚したときに既に狂っていたことを証明するために長々しい努力を始めた。それは結婚破棄の根拠を求めたものだった。アレン・マクレイン大尉の証言から助けを得て、ピール家は目的を達し、1820年3月22日に結婚破棄が認められた。ピールは元の妻を支援するための保証手段として資産を留め置くよう求められ、ピールの姉妹であるソフィがそのために博物館の彼女の蓄えの幾らかをピールに貸した。

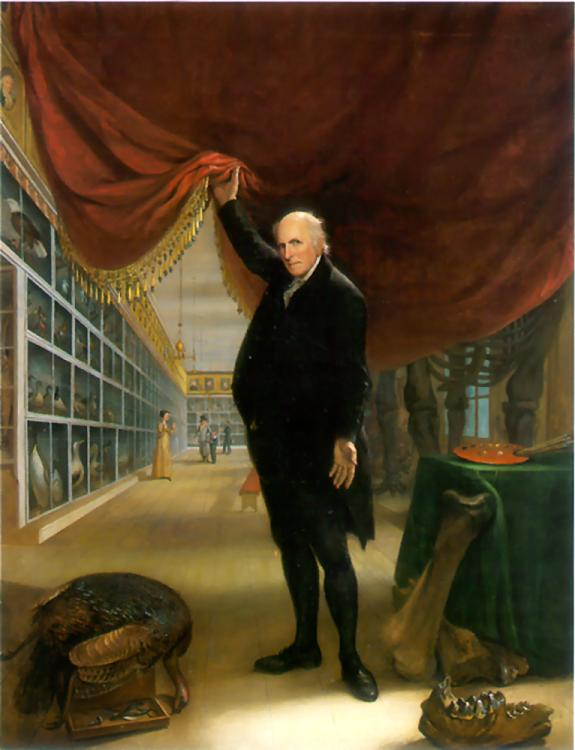
チャールズ・ウィルソン・ピールの自画像、絵の題は『自分の博物館に立つ芸術家』、1822年

1820年にピールは工場管理を辞め、年取った父の博物館運営を手伝うようになり、その仕事を10年間以上続けた。1827年、父のチャールズが死ぬと、ピールが博物館の管理人となり、その兄弟と同様に、館内のものを継承した。ピールは展示物を維持するだけでなく、追加も行い、「珍しいおしゃべりする玩具」や初期機関車のモデルを寄贈した。機関車は博物館の中で4人が座れる客車2両を引くために使われた。当時、この博物館はオールド・ステート・ハウス（現在の独立記念館）に入っており、ピールはステート・ハウスの鐘を使って、消防団に出火場所を知らせる仕組みを作り上げた。
ピールは1824年にフランクリン研究所（1820年代初期に存在することになった幾つかの機械研究所の1つで、労働者に技術教育を行った）設立者の1人となった。この研究所は直ぐに重要で影響力あるものになり、その年の10月にはアメリカで製造された商品の展示会を行い、それが存在し始めてからの34年間に行った少なくとも26の展示会の1つとなった。ピールは博物史、機械工学（その講義をモデルや絵で説明した）、化学を教え、話を実験で活気づけた。ピールはフランクリン研究所と活発に関わり、その雑誌に記事を書き、重要な委員会委員を務めた。

## 造幣局職員と役人（1833年–1854年）

### 雇用とヨーロッパ出張
フィラデルフィア造幣所を収容する2代目の建物は1833年に開設され、貨幣製造工程以外は最新式の技術を入れていた。このために、以前からある機械を移植して、人間の力を使って貨幣を鋳抜いていた。造幣局は全ての貨幣が同じ額面であれば同一になることを望んだが、ねじ式プレスを使うと、コイン面デザインを捺すための力が均一ではなかったため、障害になっていた。さらに貨幣の型は手作りであり、異なる型で打つと違いが出ていた。このような事情は支配人のサミュエル・ムーアにとって不満であり、貨幣鋳造のパイオニアであったマシュー・ボールトンによって設立されたイングランド、バーミンガムのソーホー造幣局から、貨幣を制作するための近代的蒸気駆動機械の一式を購入しようと何年も検討していた。ムーアはそうする代わりに新しい職員を雇用し、その職員をヨーロッパの造幣所と精錬所を視察する特別ツアーに送り、それぞれの最良の技術を学び、知識を持って帰ってフィラデルフィアの施設で応用させることにした。その個人は試金者ジェイコブ・R・エックフェルトの助手の肩書きを与えられるはずだった。ムーアは財務長官ルイス・マクレーンの承認を得て、この目的で7,000ドルの予算を確保した。
ムーアはマクレーンに宛てた手紙で、技術を習得するためにヨーロッパに要員を派遣することは過去に検討されたことだが、提案は出張を成功させる能力があり、ヨーロッパで1年以上を過ごせるだけ忙しくはない人材を見つける難しさで躓いていた、と記していた。ムーアの従兄弟であるロバート・M・パターソンの推薦により、ムーアはその職にピールを採用した。パターソンに拠れば、「私はこの任務を成功させる者が他にいるとは思わない。彼の技、彼の忍耐力、彼の手際よさの全てがその任務にあっていた」としていた。ピールは進んで行く意思があり、「様々な事情が、フィラデルフィア博物館の管理者として長年つきあってきた状況から身を引きたくさせた。それ故に金銭上に犠牲を払ってでも変化に応じることになる」と記していた。
ピールはニューヨークからル・アーヴルに向けて1833年5月8日に出発し、5月下旬にパリに到着した。このとき、ピールがパリを訪れることのみが確実なことであり、イングランドに行って土地の造幣局や精製所に行くかについてはまだ検討中だった。ピールは「分離」を学ぶよう指示されていた。すなわち金と銀を分離する新しく開発された技術だった。この工程は精錬とも呼ばれ、金を含む塊には必ず銀が含まれており、鋳造のために金を銅と合金にする前に銀を取り除く必要があった。銀の古い除去法は硝酸や硫酸を使うものであり、危険で高価だった。支配人のムーアはピールに、「湿式法」（滴定法）によって銀を分析する方法を取得し、鋳造技術について何でも学べるものは学び、蒸気の力をどのように使うかを学んでくるよう指示していた。ムーアは「あなたの任務の対象とされるものは、完成されていないと見なされるものであり、無から新たに作り出すことの製法を指示するために必要とされるあらゆることに知悉するようになるまで、…また実際の操作で如才なさの幾らかでも獲得できるようになるまで、…貴金属の取り扱いに関して我々の情報に付け加えられるものなら何でも得てくるのであり、鋳造行程や機械が貴方の求められるものの範囲に入っている」と警告した。ムーアは、ピールに幾らかの時間が残されておれば、アメリカ合衆国に有益だと考えられる他の技術、例えば都市のガス灯照明などを調べてくるよう求めた。
在フランスアメリカ合衆国大使エドワード・リヴィングストンの助けも得て、「パリ造幣局」の仕事場近くで勉強する許可を得た。そこのスタッフは協力的であり、ピールは試金者を観察することで「湿式」法を学ぶことができ、フランスの造幣支局からの貨幣の銀含有量を調べられた。ピールの注釈はその工法で使われる全ての治具の詳細な彫り物で補われ、パリ造幣局から98フラン50サンチームで出版販売されており、ピールはそれをアメリカ合衆国政府のために購入する価値があると考えた。ピールは造幣局が作り販売していた湿式法の道具1セットも購入し、500フランを払った。
ピールがフィラデルフィアに戻ったときに据え付けられるであろう機械の幾つかは、パリで見たものに基づいていた。ピールはパリ造幣局のソネリエ・モデル貨幣プレスをスケッチしていた。パリの施設の「トゥーラポルトレ」複写旋盤を写してもいた。施設は民間精錬者に製法を委託していたので、そこの部分を学ぶことはできなかった。これら施設で工法を学ぶ許可を得ようとしたが、その所有者が法外な代価を要求したので失敗した。そのような所有者は、ピールが政府の使用人なので、潤沢な資金があると信じていた。
ピールはロンドンに渡り、ムーアのコネで分離工程に関する指導を得られると期待した。王立造幣局を訪れたが、そこの役人は助けにならず、ピールを進んで教えようとはしないことが分かった。イングランドではパーシバル・N・ジョンソンの製錬所で湿式法を通じて試金を研究し、1835年にフィラデルフィア造幣所に導入するときに、灰吹法によって試金を置き換えた。ピールは、「パーシバル・ジョンソン氏のあまりに高等な言葉では話せない…私は特に短縮された方法で銀、金、パラジウムを分離する方法から精錬の有益な情報を引き出した」と記していた。ロンドンに居る間に、友人で海外に居住しているアメリカ人ジョセフ・サクストンに精巧な天秤ばかりを注文し、後にサクストンにアメリカに戻り、フィラデルフィア造幣所で働くよう誘った。
ピールはフランスに戻った。そこの精錬者がフランスの分離技術を教えたことに対する報酬を望んでいた。ピールはルーアンの造幣局支所で試金を観察しながらそれを学んでいた。ピールは自分でやってみたわけではなく、実験もしていなかったので完全に満足してはいなかったが、フィラデルフィアに戻れば見てきたものを再現できるとも感じていた。ピールはまたドイツのドレスデン、シュトゥットガルト、カールスルーエにある造幣所も訪れた。ドイツでは分離が鉄製容器の中で行われており、ピールはこの方法がプラチナの容器で行うよりも安いことに注目したが、プラチナの法を好み、1834年12月には鉄を使うことが「時には当惑させるような損失に繋がる」と記した。またザクセン州フライベルクも訪れ、鉛鉱石の溶錬と精錬工程を観察した。

### 帰国と成果

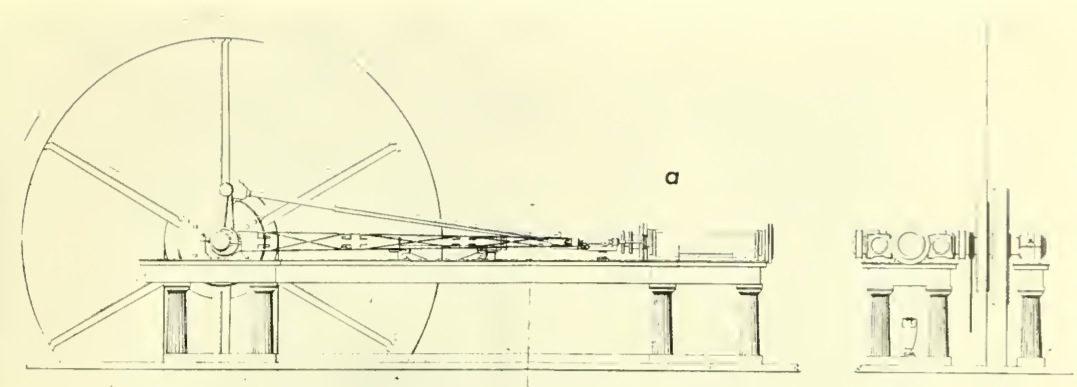
ピールがフィラデルフィア造幣所のために設計した蒸気機関のスケッチ

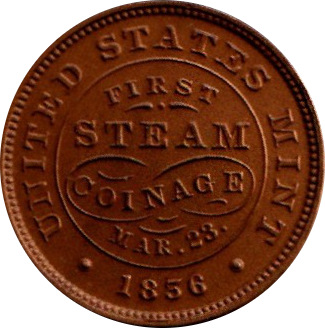
1836年、アメリカ合衆国蒸気駆動貨幣プレスで初めて打たれたメダル、クリスチャン・ゴブレヒトがデザイン

1835年6月17日、ピールは276ページの報告書をムーアに提出した。それには訪れたヨーロッパ各地の造幣所の観察結果、コメント、推奨が記載されていた。「フランスとイングランドの造幣局組織において、職と在任者が居り、無用であり、その任務について重要なことを何もしない者がいる」と警告した。貨幣のデザイナーを指名しないフランスのやり方を好んで推薦したが、造幣所の役人と芸術家が合同で判断するコンペを行った。また過去に成立した断片的法に代わって、単一の包括的造幣法の成立を推奨した。これは1837年に実現した。ピールが提出し、採用されなかった提案の1つが造幣局に保証部門を置くことであり、ロンドンのゴールドスミス社で行われているように、民間で作られた金貨あるいは銀貨に、公的な品質保証を行う部門だった。またフランスの造幣局と同様に、フィラデルフィア造幣所でもメダルを打つことを推奨した。パリの施設が行っていたように、造幣局が貨幣とその鋳造の博物館を設立することを提案した。

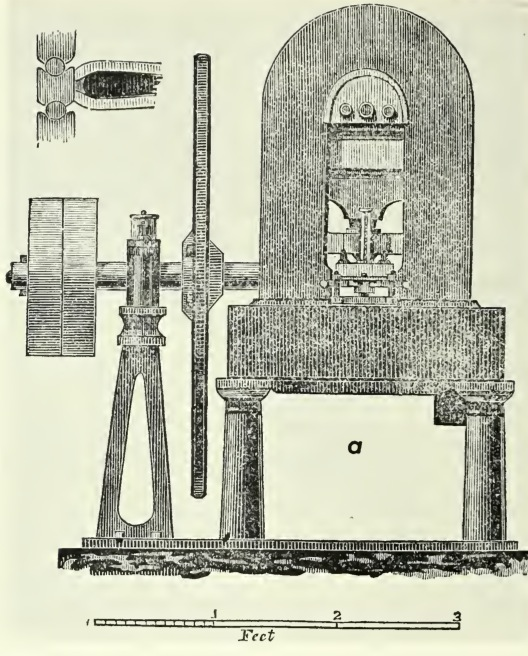
1836年にピールがフィラデルフィア造幣所に据え付けた貨幣プレスのスケッチ

ピールは、イギリスの造幣局から蒸気機関の設計を借り、フランスのものからはトグル継ぎ手の技術を組み合わせ、蒸気駆動の貨幣プレスのために描いた計画とともに、ヨーロッパから戻ってきた。9月、引退したムーアに代わって造幣局支配人になっていたパターソンが、財務長官リーヴァイ・ウッドベリーに宛てて、「我々はピール氏の監督下に、フランスとドイツでうまく使われているのを見てきた計画から、貨幣プレスのモデルを完成させたところである。現在造幣局で使われているねじ式プレスよりも多くの大変明白な利点がある。特に最も重要なことは、蒸気動力を直接かつ容易に適用できることである。」と書いていた。支配人のパターソンは1836年3月23日に「我々の貨幣鋳造に新時代を」開いたと言った。新しいプレス機の増産能力を生かすために、ピールは金属帯板から硬貨地板を打ち抜く新しい機械も設計した。この機械は1902年まで、ほとんど修正もされずに使い続けられた。
ピールが戻ってきて据え付けたもう1つの蒸気駆動機械は、ミリング機械であり、貨幣の周に縁を形成する「アップセット」に使われた。コンタミン・ポートレート旋盤をフランスから輸入し、1837年にフィラデルフィア造幣所に据え付けた。これより以前、アメリカ貨幣の型は全て、フィラデルフィアで一つずつ手作りされていた。この旋盤を据え付けると、パンタグラフのような装置によって機械的に生産されるようになった。
フィラデルフィア造幣所で蒸気駆動貨幣プレスで初めて打たれたメダルは、1836年3月23日に打たれた。最初の蒸気駆動プレスはセント貨幣の鋳造を開始し、最初の銀貨と金貨もそこで、その年の末に向けて打たれた。ピールの設計により、フィラデルフィアのメリック、アグニュー、テイラーの会社で製造されたプレス機は、1分間に100枚の貨幣を打つことができた。このプレス機は政府の仕事から引退した後も、長年フランクリン研究所でミニチュア・メダルを打つために使われ続け、2000年にコロラドスプリングスのアメリカ賞牌協会の貨幣博物館に移された。パターソンは次のように記していた。
このプレス機の能力は、レバーの動力をねじ式のものに置き換えたものであり、我々の期待に全て応えてくれた。その時から全ての銅貨はこのプレス機で打たれ、最近では半ドル貨幣も打つことができた。作業者は今や他の蒸気駆動プレス機制作に当たっており、それらが完成すると、人力に拠る貨幣鋳造はなくなる。造幣局で行われる仕事は著しく増加することになる。
貨幣学者ロジャー・バーデットは「ピールは大半の分野でヨーロッパの例題から最良のものを選択し、不必要な複雑さや効率的ではない動きを排除したように見える」と述べている。時間を追って小さな改良が加えられたが、これらの機械は、ピールが生きている間、国内の貨幣を打ち続けた。
貨幣学者のデイビッド・ラングに拠れば、「後のフィラデルフィア鋳造所溶解精錬者フランクリン・ピールの実情調査の旅は、1833年から1835年のヨーロッパ造幣局を通じて、アメリカ合衆国の貨幣が技術ではどこにも劣らないようにした。」としている。ラングはその造幣局の歴史で、ピールは不正の告発の中で解雇されてその経歴を終えたが、ヨーロッパから戻ったとき、「ヨーロッパの造幣局で考案された多くの革新の伝達者であり、現在はフィラデルフィアのアメリカ合衆国造幣局で利用できるようにされた」と記している.。
ピールが長年仕えた造幣局支配人の息子ロバート・パターソン3世は、ピールの報告書を通じて、「我々の造幣局は」海外の造幣局や製錬所から「得られた価値あるもの全てを備えた。」と記した。パターソンはフィラデルフィア造幣所の貨幣鋳造部を通じて渡したように、ロンドンのセント・ポール大聖堂でクリストファー・レン卿に対する献辞「彼の記念碑を求めるなら、貴方の周りを見よ」（言語はラテン語でSi Monumentum Requiris, Circumspice）をピールのために再生する銘盤を置くべきと、何度も考えたことを示していた。

### 溶解精錬者
1797年からフィラデルフィア造幣所の溶解精錬者の地位はジョセフ・クラウドが持っていた。ワシントンD.C.の政権が指名したクラウドは、1836年始めの日付で辞任した。1835年12月21日、アンドリュー・ジャクソン大統領から、ピールがジョセフ・クラウドの後任に指名され、1836年1月５日に上院が確認した。

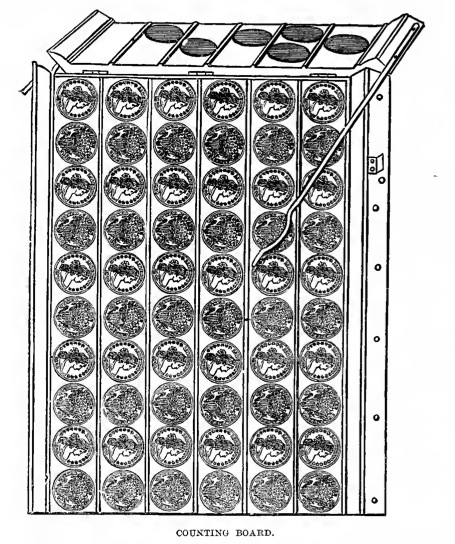
フィラデルフィア造幣所の勘定板、ピールが発明した

ピールは溶解精錬者の地位に就くときに、ヨーロッパで見てきたものに基づいて推薦していた変更を実行した。さらに造幣所の貨幣鋳造部で機械化を望んだ。その部門長は貨幣鋳造主任のアダム・エックフェルトであり、その息子のジェイコブはフィラデルフィア造幣所の試金者だった。アダム・エックフェルトは1792年にアメリカ合衆国最初の貨幣鋳造に貢献し、1814年からその職にあった。エックフェルトはピールが推奨すること全てを採用することを逡巡し、ピールの甥である技師のジョージ・セラーズに、「もしピール氏が本格的にやれば、全てのものをひっくり返すことだろう…かれはすこしでも良いものを望み、我々が新しく出発するなら、疑いもなくそれを実行するだろう」と告げていた。エックフェルトの予防線にも拘らず改善が進行して行くと、エックフェルトはその価値を認めて、より熱心になり、ピールがフランスで見た後に輸入したコンタミンの旋盤で労働時間が短縮されることに注目した。フィラデルフィア造幣所からの生産量が増加すると、ピールは硬貨地板や硬貨を素早く積み上げることができる積み上げ箱を発明し、勘定板を発明して事務員の仕事のスピードを上げた。この勘定板は、1934年に造幣所が機械式勘定機を導入したときまで使われ続けた。
ピールが溶解精錬者として導入した革新の1つは、分離のときに塩を使うことであり、それで硝酸に溶解した銀を回収し、金塊の純度が高まることになった。それ以前は銅を用いてのみ可能だったが、危険で攻撃的な蒸気を発生させていた。食塩（塩化ナトリウム）は硝酸に溶け、塩化銀を沈殿させ、亜鉛と硫酸を使って金属銀を回収できた。これが分離工程をさらに精巧にさせた。パリ造幣局の支配人ジョセフ・ルイ・ゲイ＝リュサックが、容易で正確に銀を試金する方法として、初めて塩溶液を用いた。1873年の上院報告書では、ピールがこの製法を進化させたことについて「彼の天才、事業、および高い業績に対する証明」と表現していた。1836年、上院が品質を落とした銀すなわちビロンで2セント貨を要求したときに、パターソンはピールに、第三代彫り師のクリスチャン・ゴブレヒトと協力し、貨幣が母材を用いれば容易に偽造できることを示すためにパターン・コインを打たせた。
1835年、連邦議会はノースカロライナ州シャーロット、ジョージア州ダロネガ、ルイジアナ州ニューオーリンズに造幣局の支所を設立し、アメリカの貨幣を打たせ、金が採掘されあるいは南部を通して国内に入ることを承認した。近くには豊富な金鉱があるにも拘らず、シャーロットとダロネガは技術的訓練を積んだ人材が居ない地域にあった。その結果訓練された人材はフィラデルフィアから派遣される必要があった。新しい建物が建設されることになった。1837年8月、造幣局支配人のパターソンは、ダロネガの建物の一部が崩壊したことなど、両所から問題が起きた知らせを受けた。パターソンは財務長官のリーヴァイ・ウッドベリーに「金の造幣所両所に信頼でき技術のある人材を送り、これまでの誤りを正すよう指示を与えること。わが溶解精錬者のピール氏以外この任務に当たれる人材をしらない」と提案する文書を送った。ウッドベリーがこれに合意し、パターソンに「ピール氏を派遣する権限を与えられた」と知らせた。
ピールは娘のアンナを伴い、1837年9月23日にシャーロットに到着した。ピールは必要な装置がまだ到着していないことが分かった。それが無ければ何もできなかった。ピールは調査を命じ、パターソンには、自分が、「唯一活動的な存在は豚である」街で「この創造の辛い終点」の「罠に掛かって」いると報告した。ピールはシャーロット造幣所が金塊を頼っている鉱山を訪れることに時間を費やした。パターソンにはダロネガの後にニューオーリンズにも行って改善を行うと提案し、それに対してパターソンは「貴方の提案した長期の遅れに私の『拒否権』を行使する」ものであり、「貴方がフィラデルフィアに居ることは補うことができない」と返事した。10月27日、未着だった装置の大半がシャーロットに到着し、ピールはそこでの任務を完了させることができ、11月10日にはダロネガに向かった。原始的な山岳路を通る困難な旅の後、フランクリン・ピールとアンナは11月15日に到着した。できたばかりのダロネガ造幣所で問題点を評価した後、ピールはパターソンに次のような報告書を送った。
造幣局組織の労働者はお粗末なものである。文書は3度も誤字で埋められ、意図的な悪い構造にされる。その最初で最大のものは、フィラデルフィアに遡り、「粘土」がない国でれんが造りの建物を「注文し」、レンガ作りに使われる材料は金の地域の「赤土」であり、「分解された花崗岩」が「へま」の卒業証書に確かに値する者によってレンガに作られる
。
それでもピールは、連邦議会が建物建設のために別の予算を承認する可能性はないと見なしたので、建物の建設継続を推薦した。ピールは11月末にダロネガを発った。北に向かう途中で、バージニア州を通る列車が脱線したときに、アンナが軽傷を負った。1837年12月23日、ピールはフィラデルフィア造幣所の仕事場に戻った。
ロジャー・バーデットは1830年代にピールが造幣局に与えた影響について次のように論じている。
1835年半ば、フィラデルフィアの技師で機械製作者のベンジャミン・フランクリン・ピールが、パリのソネリエ、カールスルーエのウールホーン、ロンドンのボールトンのプレス機に付き物だった複雑さを排除し、伝統的な付属物を取り去った。これら偉大な造幣局に使われる装置の基本的原則に従い、それをアメリカの効率追求版で生かした。装置は頑丈で容易に修理できなければならない。北アメリカが遥か遠くにあることから、各造幣局の機械分野の専門家は座って何かが壊れるのを待つのが不可能になった。1839年の造幣局は4つの造幣所で金と銀を加工するために類似した方法に固執するしかなく、たとえこれらの方法が最も効率的ではなく、安くはないとしてでもある。装置と同様にピールは王立造幣局やパリ造幣局から、うまく動く製法を借りてきて、アメリカの造幣局では問題のある機能を除いたことを、見て取ることができる。

### 貨幣鋳造主任

#### 主任指名とその初期

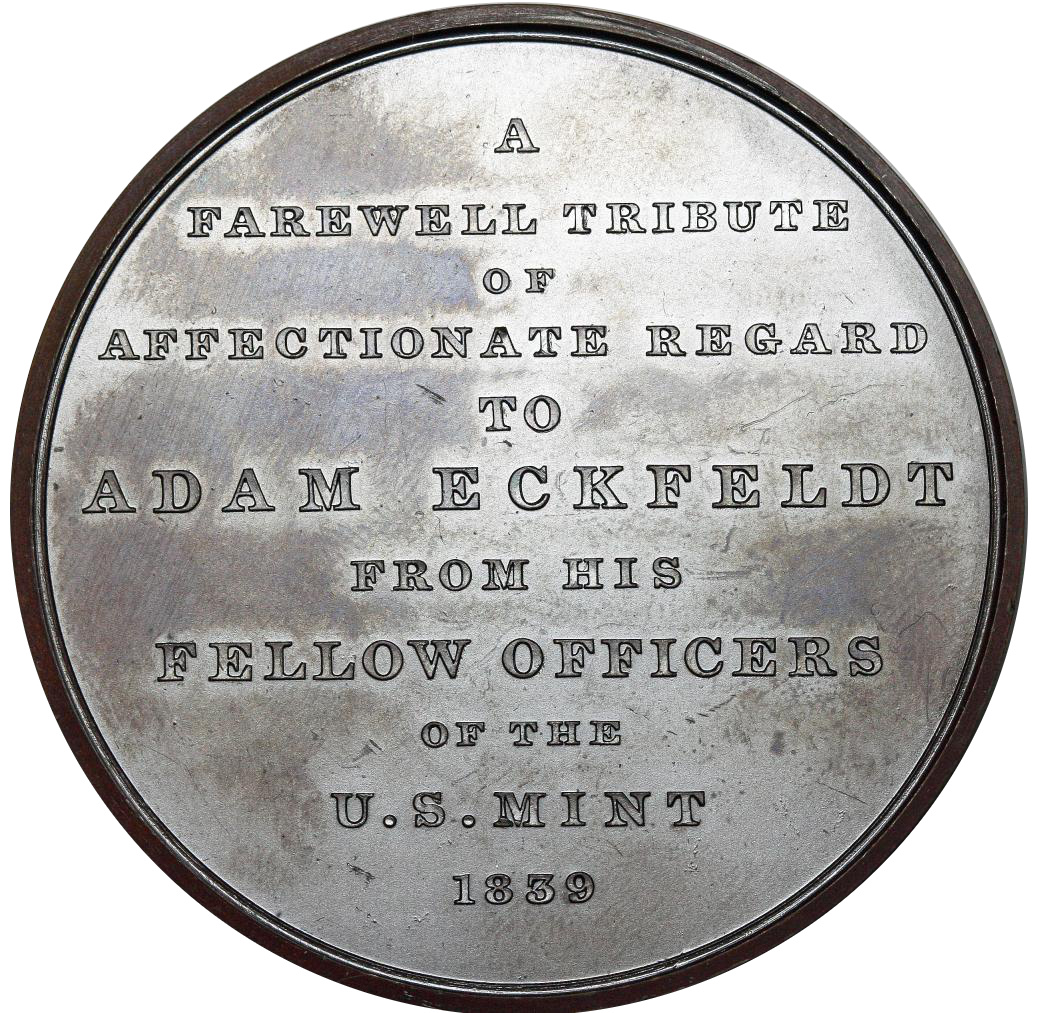
アダム・エックフェルト退任メダルの裏面、ピールあるいはモリッツ・フュアーストの制作とされる

アダム・エックフェルトが1839年に退任するとき、ピールを後継者に推薦した。このときアメリカ合衆国上院は会期中ではなかったため、ピールはマーティン・ヴァン・ビューレン大統領から、1839年3月27日にフィラデルフィア造幣所の貨幣鋳造主任に休会中任命を受けた。1840年1月23日、上院が再招集されるとヴァン・ビューレンが改めてピールを指名し、上院が2月17日に承認を与えた。エックフェルトは退任したにも拘らず、毎日造幣所に通い続け、1852年2月に死亡する直前まで続けた。この間貨幣鋳造主任の任務を遂行し、ピールに時間的余裕を与えた。
ピールはその任命から間もなく、造幣所の施設内で私的事業に関わるようになった。ピールはそれを民間会社のために政府の資産と労働力、およびフィラデルフィア造幣所の施設を使い、メダルをデザインし、打ち抜き、販売した。ピールの事業は大変利益が上がり、しかも経費は最小だった。この行動はフィラデルフィア造幣所の他の役人も知った上で行われており、その大半はピールの友人と親戚だった。顧客には企業や、結婚50周年を祝うカップルなどがいた。ロバート・E・ライトの初期金融の中心だったフィラデルフィアの歴史に拠れば、ピールの事業の合法性は不明であるが、「その事情の不確かさが、フィラデルフィアのチェスナット通りで誰かが騒ぎを起こすことをほとんど避けられなくした」とされている。
この行動は貨幣学著作者によって様々に特徴づけられてきた。貨幣のディーラーで貨幣学者Q・ディビッド・ボウワーズに拠れば、「ピールはその地位と特権の悪用を始め、実際に政府からサービスを盗んだ」となる。バーデットは「全体として、ピールが造幣所の設備と職員を使い、連邦議会や造幣局支配人に指示されたようにメダルを作り、民間および公式の型を使ってコピーを作り興味のある人なら誰にでも販売したことが見える。私的な販売の場合に、ピールは政府の金属を使ったように見られ、メダルのために集金したときに金塊の勘定を埋め合わせた。利益は造幣所の元帳には入らず、どれだけピールのものになったか不明であり、またどれだけが造幣所であるいは造幣所の貨幣キャビネットに入ったかも不明である。その総量はおそらくそれほど大きなものではなかった。
秤制作者のサクストンが1844年に造幣所任務を離れた後、サクストンが担当していた細かいバランスを維持し、修正する作業の多くがピールの責任になった。貨幣鋳造主任として秤に多くの改良を加えており、1847年、「フランクリン研究所の雑誌」に記事を書いた。これら秤のバランスは、0.0001トロイオンス (0.0031 g) 単位の微妙なものであり、気流や埃から板ガラスで保護されていた。

#### ロングエーカーとの諍い
1844年、彫り師のゴブレヒトが死に、後任はジェイムズ・B・ロングエーカーとなった。この新しい彫り師は、サウスカロライナ州選出アメリカ合衆国上院議員ジョン・カルフーンの影響力を通じて、指名を得ていた。フィラデルフィア造幣所のパターソン家やエックフェルト家のような影響力ある家系とは関係が無く、南部人のカルフーンとの関係が、ピール、パターソン、その他関係者にとっては不愉快なものだった。かれらはゴブレヒトの後任は居ない方が良く、ニューヨーク州の彫り師チャールズ・クッシング・ホワイトなど、既に知り合いで信用の置ける者と、必要に応じて接触する方が良かった。このことで、ピールの利益の高いメダル事業が脅威を受けないことが保証された。さらに、ロングエーカーはその指名以前に貨幣やメダルのデザインに訓練を受けておらず、成功した板の彫り師だった。ランゲは、造幣局役人は「はっきりと」ロングエーカーに対する偏見を持ったと述べている。

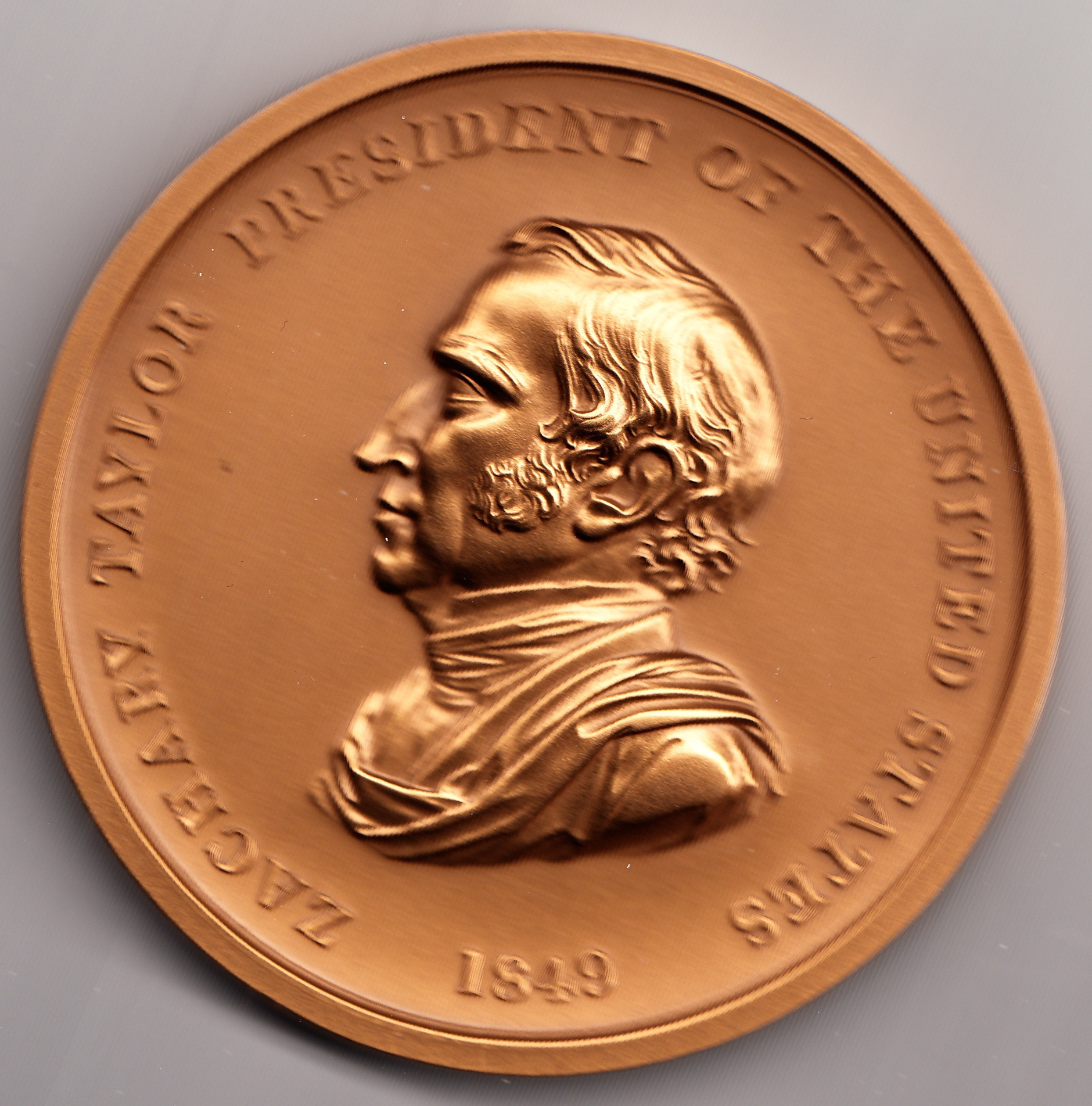
ピールは1849年に、ザカリー・テイラー大統領のためにインディアン和平メダルをデザインした

ピールは時として政府用のメダルを作ることがあり、その過程でロングエーカーを外すように気をつけていた。米墨戦争のとき、連邦議会は、パロ・アルトの戦いとレサカ・デ・ラ・パルマの戦いでのザカリー・テイラー少将の勝利を祝す金メダル制作を票決した。ピールはウィリアム・カール・ブラウンが制作した肖像画とジョン・T・パットンによるモデルからメダルのデザインを彫った。テイラーが大統領になった後は、そのインディアン和平メダルをデザインした。またジョン・タイラー、ジェームズ・ポーク各大統領のためにもインディアン和平メダルを、別の者のデザインやモデルから制作した。1846年、海岸調査メダル（ジョージ・M・バチェのメダルとも呼ばれた）をデザインし彫った。ピールは連邦議会が承認する国家的記念メダルは全て、その型をフィラデルフィア造幣所に留め置き、そこで打たれ、パターソンの支持で、ジョン・アダムズやウィリアム・ハリソンのようにインディアン和平メダルがデザインされていない大統領のためにメダルの発行が促されるものと考えていた。これはその通りだったが、ピールの時代に限られず、例えばウィリアム・ハリソンのメダルは後に彫り師助手かつ主任となったジョージ・T・モーガンによってデザインされた。これらの作品はピールのインディアン和平メダルと同様に、造幣局の大統領シリーズの一部となり、現在まで続いている。
ピールの改良で型を機械的に再生産できるようになっており、造幣局の彫り師は定型業務の大半から解放されていた。新しいデザインや通貨の発行が無ければ、ロングエーカーは型に日付を加えること以外ほとんどやることが無かった。これら挿入の幾らかはミスをすることもあり、R・W・ジュリアンのような現代の貨幣学者は、ピールやその下で働いた者たちは時として型に日付を挿入することがあり、ロングエーカーを陥れるために意図的に誤りを犯しはしなかったか、疑問に思っている。それでもロングエーカーのフィラデルフィア造幣所における最初の数年間は、ピールとの一連の諍いもなく過ぎた。この状況が1849年に一変した。連邦議会が金貨（1ドル）とダブルイーグル貨（20ドル）の発行を承認した。このことで、ロングエーカーが新しいデザインと型を作る責任があったので、造幣所の関心の的となった。それがピールとの直接の摩擦になった。彫り師はコンタミン旋盤を使う必要があり、それはピールのメダル事業に必要なものだった。ピールはロングエーカーを解任させる目的でその試みを妨害しようと考え、政府の外に発注される作業は、メダル事業を邪魔されずに継続させることになると考えた。この件ではピールは支配人のパターソンから支持を得ていた。
ロングエーカーが2つの新しい貨幣を完成するために働くと、ピールからの干渉をどうにかする必要があった。1849年初期、翌年にロングエーカーが書いた手紙に拠れば、彫り師に造幣所スタッフからアプローチがあり、別の役人（すなわちピール）が彫りの作業を造幣所外でやらそうとしており、ロングエーカーの仕事を無用にしようとしていると警告した。ロングエーカーのこの情報に対する反応は、1849年3月の大半を使って金貨の型を準備することであり、後に自身が語っていたようにその健康にも影響した。ロングエーカーは1849年後半を通してダブルイーグルの作業に進み、ピールによってその道に設定された障害のことを次のように語っていた。
私のために選ばれた操作の計画は、私のモデルから作られた「電気版モールド」を銅で持つことであり、鉄で鋳られたパターンで機能するものだった。この目的のためにガルバニ電池の操作は貨幣鋳造主任の部屋で行われた。ガルバニ電池の操作が失敗し、私のモデルはその操作で壊された。しかし、私は石膏で鋳型を作るという注意を払っていた…唯一の代替物としてのこの鋳型から、金属製の型を作り出したが、完全ではなかった。しかし型の彫り面にある不完全さを矯正することはできるはずだと考えた。それは負荷のある仕事だが、時間をかければ完成するし、すべて私の手でやることができた。型は鋳造部で硬化させる必要があり、不幸にも工程が分かれていた。

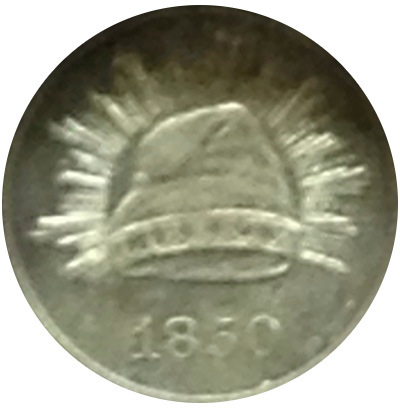
3セント銀貨のためにピールのデザインで打たれたパターン・コイン

貨幣学歴史家ドン・タクセイに拠れば、「そのような状況下で、ピールが通常造幣所で採用されない工法を採用したことは、その壊滅的な失敗と共に偶発以上のものに見える」と記している。ロングエーカーがダブルイーグルの型を完成させたとき、それはピールによって拒否された。ピールはそのデザインがあまりに深く彫られており、貨幣に打ち込むことができない、貨幣を適切に積み上げることができないと述べた。しかし、タクセイは、1849年のダブルイーグルで残っているものにそのような問題は見られないと述べ、外観からも積み上げられるレベルにあるとしている。ピールはパターソンに苦情を言い、パターソンは財務長官のウィリアム・メレディスに1849年12月25日付けの手紙を書き、適切な型を作れないという根拠でロングエーカーの解任を要求した。メレディスは明らかにロングエーカーを首にするつもりだったが、ロングエーカーがワシントンに来て、自ら会見した後は思いとどまった。
1849年から3セント銀貨の要求があり、フィラデルフィア造幣所でパターン・コインが打たれた。ロングエーカーのデザインは、片面に六星の中に盾を描いていた。ピールが競合するデザインを提案した。それは自由の帽子をあしらっており、1ドル金貨が提案された1836年にゴブレヒトが作ったものによく似ていた。パターソンはピールのデザインを好んだが、ロングエーカーのものは浅浮き彫りで容易に打ち出すことができたので、判断を躊躇し、財務長官のトマス・コーウィンがロングエーカーの作品を承認した。この3セント銀貨は1851年から流通した。
1850年、造幣局がカリフォルニア・ゴールドラッシュのために金保管量の莫大な増加に直面したので、ピールは造幣局で女性を雇用してスタッフを補い、金硬貨地板の重さを量り、調整する役につけるという提案をした。その仕事は「完全にその能力に見合ったもの」と表現していた 。造幣局は実際に40人の女性を雇用し、1日10時間の労働に1.10ドル（1860年時点）払ったが、その額は当時としては良い方だった。造幣局が女性を雇用したことは、アメリカ合衆国政府が定期給与ベースで特定の職を満たす女性を雇用した最初の機会となった。
1851年、ピールはフィラデルフィア造幣所のために新しい蒸気機関を設計し、外部に配管のない「尖塔型」デザインとした。100馬力の出力でデザインされたが、間もなく摩耗で能力が落ちた。アメリカの工業雑誌はピールの最新の作品にコメントなしで紹介した。イギリスの雑誌はその欠点を指摘し、ピールの時代が過ぎたことを示唆した。

#### 凋落
ピールの革新の全てが成功したわけではなかった。造幣局に重い金属対象品を回すための大型旋盤を買わせた。少なくとも2,000ドルは政府が出資しており、ピールはそれが動かないこと、将来も動きそうにないことを認めた。ピールは甥のジョージ・セラーズから1組のインゴット鋳造用モールドと付帯設備を購入したが、造幣局の機械に合わなかったので、利用できないことが分かった。少なくとも1,500ドルを掛けてピールが製作したドローベンチは、ピストンがそのシリンダー端に対して恐ろしい力で動くので、激しい振動をおこし、近くに居る者達を危険に曝したために危険であることが分かった。「ピールのマシンガン」はその導入から直ぐに造幣所のスタッフが、使えないと横に除けてしまった。1853年にピールが造幣所の薪を燃やす焼鈍炉を無煙炭を使うものに転換したが、炉を壊してしまい、政府には数千ドルの出費となり、ピールにはそれ以上新しい計画を実行しないよう命令された。うまくいった発明の一つは、「五月蝿いソファー」であり、それに座るとトランペットの音を出した。政府予算約200ドルで製作され、ピールとパターソンの事務所を飾った。

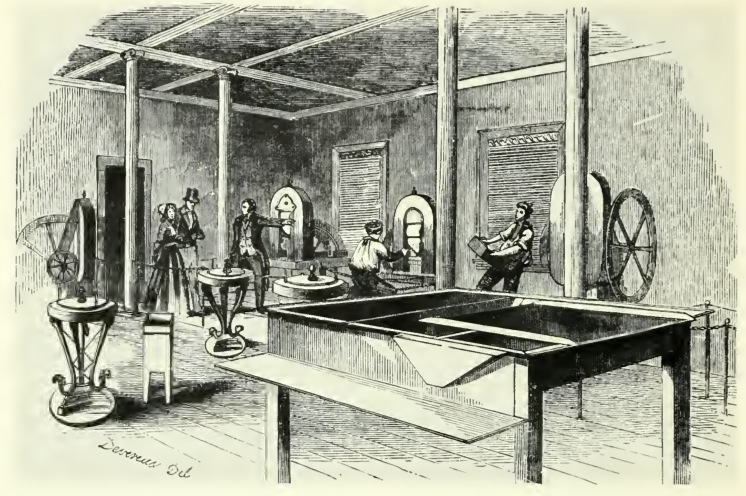
フィラデルフィア造幣所のプレスとミルの部屋。1852年

これら活動は1837年造幣局法の規定で予算が手当てされており、パターソンは造幣局が金保管量における少量の銀に信用を与えられるのを断れるようにしていると解釈していた。この慣習は1837年と1849年の2回、当時の財務長官に承認されていた。金塊の少量の保管量が5ドルで割り切れる値に丸められ、余剰分を保持し、造幣局役員の裁量で使われた。このことと、役人が連邦議会の割当なしに活動予算を取る同様な慣習が、1850年にピールがフィラデルフィア造幣所建物の一部改修に20,800ドルと、超過予算12,000ドルを提案した後に終わりとなった。これを支払うためにパターソンは新しい3ドル銀貨から得られると計画された利益、すなわち鋳造差額を使った。連邦議会がそれに就いて審問し、1853年2月21日に法が成立し、造幣局支配人には定期的に利益を財務省に入れるよう求めた。
ピールのメダル事業で1つの欠点は造幣局の中で金塊と銀塊を取得する必要があることだった。その代金はメダルが売れれば支払われ、フィラデルフィア造幣所の溶解精錬者がピールの友人であるジョナス・R・マクリントックである間は何の問題も無かった。しかし1846年、マクリントックが辞任し、リチャード・シアーズ・マッカローが後任となった。当初マッカローは金であれ銀であれピールが必要とする量を質問なしに渡したが、そのうちに反対するようになった。ピールとマッカローは取決めをして、ピールがその金塊を補充するまで打たれたメダルはマッカローの管理下に留まることになったが、それではピールが不便だと反対した。1849年8月からは、マッカローがピールからの金塊要求にも断るようになり、ピールは造幣局の財務官から金塊を得るようになった。
ピールはマッカローの立場を難しくするために最善を尽くした。例えばマッカロー個人からの場合を除いて貨幣のための金塊を受け取らなかった。1850年、マッカローが辞任した。同年11月、マッカローは「ニューヨーク・イブニング・イクスプレス」に、造幣局で雇われている者が「そこを私利のための仕事場に」変えたとする記事を掲載した。ミラード・フィルモア大統領がこの記事を財務長官コーウィンに送り、説明を求めた。コーウィンがそれをパターソンに回送し、パターソンはピールが私的メダル事業を施設内で運営していることを確認したが、ピールの貨幣鋳造主任としての任務には何の支障も無いと述べた。タクセイは、引退したアダム・エックフェルトが無給でその任務を遂行し続けている間でのみ真となるのであって、エックフェルトが短期間病んだ後の1852年2月に死んだ後は、終わったと述べた。エックフェルトの死でピールは「取り乱した手紙」を新しい造幣局支配人（パターソンが辞任し、ジョージ・N・エッカートになっていた）に送り、ピールは緊急に助手を必要としていることを述べた。
マッカローの運動が続いた。1851年8月1日、フィルモア大統領に直接手紙を書き、ピールが「公金の贅沢で不要な使い込みをしている」と告発し、ピールはその役職に不適であると述べた。造幣局の職員が政府の給与を受け取っている時間にピールの家で修繕に携わっていると主張した。ある者は他にもう一人の造幣局職員とピールの家で2日間を働いて過ごしたと述べていた。他にもピールがメンバーであるアーチェリークラブの会合がある日はいつも、造幣局職員がその手配を手伝うために派遣されたと主張した。マッカローは、ピールが造幣局職員の暇なときに、自分が使う家具を作らせたとも告発した。コーウィンは調査を命じたが、それはその後の1年半も要した。1852年4月、マッカローは支配人と会計課員が「任務の大きな怠慢である」と告発し、ピールのメダル事業は「故人で尊敬すべきかつ多いに愛されたアダム・エックフェルト」、しかもピールが従っていると言っていた先任者の軽視であるという攻撃の入った文書をピールは見せられた。ピールはその弁護書で、「私は敢えて造幣局と国のためにやってきたと主張するのであり、その多くは私に感謝することになる」と記した。
エッカートはピールに友好的であり、その告発の信用を落とすために動いた。マッカローはコーウィンに自分の文書に目を通してくれるよう督促し、コーウィンも合意したが、コーウィンとエッカートは1853年初期にその職を離れてしまい、ピールに対する行動は何もしなかった。その年の夏、マッカローは『貨幣鋳造主任フランクリン・ピール氏の公的職権乱用、および造幣局におけるその他の不正に関する造幣局故支配人の記録』と題する小冊子を出版し、それまでの告発の多くを収めた。この小冊子が新しい造幣局支配人ジェイムズ・ロス・スノーデンによって査読され、スノーデンと新しい財務長官ジェイムズ・ガスリーが、造幣局の資産で私的事業を行うことを禁じることにした。1854年8月、ガスリーはその行為を禁じる規則を発行した。
タクセイはこの新しい政策が「造幣局の特定部門では悪く受け取られたように見える」が、記録が全て残っているわけではないので、詳細は不明である」と記録している。タクセイは次のように言っていた。
しかし、スノーデンがガスリー宛にピールに対する告発を文書で知らせ、続いてガスリーがフランクリン・ピアース大統領に伝え、大統領はそれを回す相手がいなかったので、即座にピールを解任した。…ピールは1854年12月2日に造幣局を離れ、二度と戻らなかった。
ピール解雇の理由は公にされず、ウィリアム・デュボイス（アダム・エックフェルトの義理の息子、フィラデルフィア造幣所試金者助手、後に試金者）などその友人や仲間は、ピアース大統領が民主党からその役職を埋めることができるのでそうした、と言っていた。タクセイは、この説明が、ピールが貨幣鋳造主任に指名されたときの大統領マーティン・ヴァン・ビューレンが民主党員だったという事実を無視していると指摘した。それでもピールが解任された後に補償を要求したことに関する1873年上院報告書では、「かように貴重な役人が解任された理由は明らかでない」と述べていた。

## その後の人生と死、および評価
ピールがフィラデルフィア造幣所を去った後、当初はどこにも雇われようとしなかった。1864年、長く関わりのあったヘイゼルトン石炭鉄道会社の社長として民間会社に復帰し、1867年までその職に留まっていた。ピールが会長を務めた市民組織としては、ペンシルベニアの音楽財団協会や視覚障害者教導のための機関があった。視覚障害者教導のための機関には1839年にマネジャーに選ばれており、多くの重要な委員会に務め、1863年にはその会長に選ばれ、1870年の死のときまで続けた。1833年からアメリカ哲学会の会員であり、1838年から1845年、および1847年から1870年にはその学芸員の1人となった。ピールの父が設立に協力したペンシルベニア美術アカデミーでは長年の会員であり、引退後の大半でその取締役を務めた。
その晩年、ピールはフィラデルフィアの北にあるデラウェア・ウォーターギャップで秋の日を幾らか過ごし、石器時代の人工物を探し、かなりの集積になった。ピールはその発見物を分類し、説明を加え、その収集品をアメリカ哲学会に遺贈した。アーチェリーの名人でもあり、ユナイテッド・ボウメン・クラブの設立に貢献し、その会員がピールに指示に従って、棺桶を墓場まで担いでいった。その死のときにはスケーター・クラブの会長でもあった。生涯スケートを好み、氷の間に落ち込んだスケーターを救い出す方法を開発して、多くの生命を救った。
1870年、財務長官ジョージ・バウトウェルが、1873年貨幣鋳造法となる造幣局改革のための法案を準備するときに相談した相手の中にピールがいた。ピールは造幣局支配人をフィラデルフィアからワシントンに移動させることを提案した。これが法制化された。1ドル金貨と3ドル貨幣の廃止を支持したが、連邦議会が廃止したのは1890年になってからだった。ピールは近年の貨幣発行（多くは1869年に死んだロングエーカーがデザインしていた）を悪く言い、そのデザインを「みっともなく欠陥があるのでなければ、嘆かわしい限り」と言っていた。
ピールは二度結婚した。最初はエリザ・グレイトレイクとであり、未成年だった1815年に結婚して、娘アンナが生まれ、ピールの死後まで生存した。2度目の結婚は、未亡人で、金持ちのスティーブン・ジラードの姪、キャロライン・ジラード・ハスレムとであり、子供はできなかった。1839年に結婚し、ピールの死のときまで続いた。子供の相手をするのを楽しみ、自らおもちゃを作った。最後の年月は健康が衰えたが、活動を続けることができ、僅かに患っただけで、1870年5月5日、フィラデルフィア市ジラード通り1131の自宅で死んだ。最期の言葉は「これが死ならば、私が望んだ通りだ。全き平和、全き慰み、全き喜びだ」だった。遺体はフィラデルフィア市のローレルヒル墓地に葬られた。
造幣局支配人ヘンリー・リンダーマンは1873年にピールについて、「ピール氏は疑いもなくパターソンその他の者の協力を受けたが、発明や改良は特にピール氏のものである。私はその点についてはどれも疑いを持たない。それらは公共事業にとって計算できないほどの価値があった。」と述べていた。ジョージ・G・エバンスは、その19世紀後半の造幣局の歴史においてピールのことを、「彼の穏やかさ、高潔さ、紳士的物腰と高い道徳性、さらに精神的文化が彼をモデル的な役人にした。」と述べていた。ウォルター・ブリーンはピールを「聡明だが破廉恥だった」と見ていた。バーデットはピールと造幣局へのその効果について、「1830年頃から1855年までの世代で、運営と生産に対する最大の影響は1人の男から来た。ベンジャミン・フランクリン・ピールである。彼は当時の完璧な『機械工』であり、この言葉が想像力あるデザイン、計画、建設、工程の改良に渡るときの機械工である。ピールが造幣局支配人のムーアやパターソンを完璧に支える一方で、造幣局の普通の職員やフィラデルフィアの科学的エリートから高い尊敬を得ていた。彼のアイディアの多くの結果は1世紀以上も継続し、人口の増加が19世紀の工学を現代の貨幣鋳造需要にとって不十分なものにしたときまで続いた。」と記している。ボウワーズに拠れば、「今日のピールは多くの異なるアングルから見られうる造幣局の人々数人の1人である。それぞれの考え方が時として特定の著作家に幅広く異なる結論を出すように導くことになる。
ピールは解任された後、連邦議会に政府のためになした改良や発明の代償として3万ドルを請願した。上院は1858年と1860年の2度、ピールに1万ドルを払う法案を通したが、下院はその票決も拒否した。1870年にも上院に提案されたが、通過しなかった。ピールに１万ドルを保証金として支払う法案は、ピールの死後である1873年3月3日に法制化され、その法は表題に拠ればピールの娘であるアンナ・ピールを救済するためだった。その翌月、ピールの未亡人であるキャロライン・ピールが、故人となった夫の大理石製胸像を造幣局に寄付し、「適当な位置の台座の上に置き、訪問者が眺めるには適した場所とし、後の世代に彼の記憶を伝えるため」と言っていた。タクセイは1966年に、この胸像がどこにあるか確認できなくなっていたと記した。